# Zaburze (powiat Zamojski)
Zaburze is een dorp in de Poolse woiwodschap Lublin. De plaats maakt deel uit van de gemeente Radecznica.